# Lymnas aurolimbata
Lymnas aurolimbata är en fjärilsart som beskrevs av Otto Thieme 1907. Lymnas aurolimbata ingår i släktet Lymnas och familjen Riodinidae. Inga underarter finns listade i Catalogue of Life.